# Tokounou
Tokounou es una localidad de la prefectura de Kankan en la región de Kankan, Guinea, con una población censada en marzo de 2014 de 32 865 habitantes.
Se encuentra ubicada en el centro-este del país, al noreste de la capital nacional, Conakri.